# Кенийско-китайские отношения
Кенийско-китайские отношения — двусторонние дипломатические отношения между Кенией и Китаем, установленные 14 декабря 1963 года. Двусторонняя торговля до середины 2000-х годов находилась на низком уровне. Затем последовал существенный рост китайского экспорта в Кению, который в 2018 году составил 3,66 млрд долларов. При этом кенийские поставки в Китай остались на низком уровне — 110 млн долларов в 2018 году. В Кении был реализован китайскими компаниями ряд проектов в сфере строительства. Кроме того, Китай стал крупнейшей страной-кредитором Кении.

## История
Дипломатические отношения между Кенией и Китаем были установлены 14 декабря 1963 года.

## Экономические отношения
Двусторонняя торговля в начале 2000-х годов находилась на низком уровне. Так, в 2005 году китайские поставки в Кению были менее 500 млн долларов. Кенийский экспорт в Китай в 2005 году был менее 20 млн долларов. В дальнейшем двусторонний товарооборот существенно вырос.
В 2018 году кенийский импорт из Китая составил 3,66 млрд долларов. Основные товарные позиции китайских поставок были: машины, оборудование и механизмы (32 %), металлы и изделия из них (16 %) и транспортные средства (12 %).
Объём кенийского экспорта в Китай в 2018 году составил 110 млн долларов. Среди кенийских поставок в 2012 году значительное место занимали медные сплавы и металлолом. В Кении были распространены до 2015 года хищения медной проводки, железных и стальных конструкций с их последующей перепродажей в Китай в виде сплавов и металлолома. В 2014—2018 году в Китай начались поставки проекта Квале по разработке титано-циркониевых руд. В ноябре 2018 года Кения и Китай подписали протокол по санитарным и фитосанитарным требованиям к экспорту стевии.
В 2016—2021 годах в Кении работали 396 китайских компаний.
С 2006 года китайские подрядчики расширяли инфраструктуру Международного аэропорта им. Джомо Кениаты и Международного аэропорта Кисуму. В 2011—2013 годах китайская сторона построила причал в Момбасе стоимостью 67 млн долларов. Осенью 2019 году китайская сторона завершила строительство причала в Ламу.
Китай финансировал строительство железной дороги Момбаса — Найроби (пассажирское сообщение открылось в мае 2017 года, грузовое сообщение началось в январе 2018 года). В конце 2019 года в эксплуатацию был введён участок железной дороги Найроби — Найваша, который также финансировался Китаем. В 2015—2018 году Китай поставлял в Кению для строительства этой железной дороги материалы и технику (в том числе вагоны). Под давлением кенийских производителей цемента было отменено соглашение об импорте цемента из Китая и весь цемент для дороги стали закупать в Кении.
Китайские компании строили в Кении жилые дома, а также здание для Коммерческого банка Кении и здание для Университета Найроби.
В 2016—2018 годах китайская сторона построила в Кении фотоэлектрическую солнечную электростанцию мощностью 54,5 МВт.
В 2000—2017 годах Китай предоставил Кении кредитов на 9,8 млрд долларов. Долг Кении Китаю быстро вырос — с 2015 года Китай стал крупнейшей страной-кредитором Кении. В 2018 году китайское финансирование составило 22 % суммарного внешнего долга Кении Долг Кении Китаю к июню 2019 года достиг 6,46 млрд долларов.
К концу 2008 года объём накопленных китайских прямых иностранных инвестиций был менее 80 млн долларов. К концу 2018 года объём накопленных китайских прямых иностранных инвестиций в Кении превысил 2 млрд долларов. В 2018 году приток китайских прямых иностранных инвестиций в Кению составил 520 млн долларов.